# اچ‌ام‌اس آر۱۲
اچ‌ام‌اس آر۱۲ (به انگلیسی: HMS R12) یک زیردریایی بود که طول آن ۱۶۳ فوت (۵۰ متر) بود. این زیردریایی در سال ۱۹۱۸ ساخته شد.